# اندونی الیزوندو
اندونی الیزوندو (انگلیسی: Andoni Elizondo; ۵ اوت ۱۹۳۲ – ۲۳ مارس ۱۹۸۶) بازیکن فوتبال اهل اسپانیا بود.
از باشگاه‌هایی که در آن بازی کرده‌است می‌توان به باشگاه فوتبال رئال سوسیداد اشاره کرد.